# Al-Qasas
Al-Qasas (arabe : سُورَةُ ٱلْقَصَصِ, français : Les histoires) est le nom traditionnellement donné à la 28e sourate du Coran, le livre sacré de l'islam. Elle comporte 88 versets. Rédigée en arabe comme l'ensemble de l'œuvre religieuse, elle fut proclamée, selon la tradition musulmane, durant la période mecquoise.

## Origine du nom
Bien que le titre ne fasse pas directement partie du texte coranique, la tradition musulmane a donné comme nom à cette sourate Les histoires comme écrit dans le verset 29. Le titre pourrait provenir soit du verset 25, soit être une forme abrégée de « Histoire de Moussa ».

## Historique
Il n'existe à ce jour pas de sources ou documents historiques permettant de s'assurer de l'ordre chronologique des sourates du Coran. Néanmoins selon une chronologie musulmane attribuée à Ǧaʿfar al-Ṣādiq (VIIIe siècle) et largement diffusée en 1924 sous l’autorité d’al-Azhar,, cette sourate occupe la 49e place. Elle aurait été proclamée pendant la période mecquoise, c'est-à-dire schématiquement durant la première partie de l'histoire de Mahomet avant de quitter La Mecque. Contestée dès le XIXe par des recherches universitaires, cette chronologie a été revue par Nöldeke,, pour qui cette sourate est la 79e.
Selon Bell, cette sourate daterait du début de la période médinoise, mais est basée sur des éléments plus anciens, excepté certains passages plus tardifs. En cela, cette sourate est composite, ce qui n’est pas en contradiction avec les additions médinoises acceptées par la tradition musulmane,.
La seconde partie, particulièrement, semble un amalgame de textes provenant d’interventions rédactionnelles, insérés par Mahomet ou par des rédacteurs ultérieurs. Plusieurs éléments, comme l’histoire de Moussa ou les juifs admonestés aux versets 50-70, montrent des contextes de rédaction postérieurs à la mort de Mahomet et allant, probablement, jusqu’au règne d’Abd al-Malik.

## Interprétations
Cette sourate appartient au groupe des sourates 27 à 36 qui se trouvent presque au milieu du Coran. Hétérogène, en particulier en raison de leur style concis et allusif, cet ensemble se compose principalement d’histoire de prophètes et de prescription en lien avec les fins dernières. Elles ne sont pourtant qu’allusives, ce qui appuie l’hypothèse selon laquelle le Coran est construit comme un commentaire midrashique de textes bibliques connus de la communauté recevant cet enseignement.

### Versets 3-42: l’histoire de Moussa
Une grande partie de la sourate est consacrée à l’histoire de Moussa. Celle-ci est caractérisée par le dépouillement du réalisme du récit biblique. Il ne précise pas qui est le pharaon, ne dit même pas que le récit prend place en Égypte et le peuple de Moussa ne possède pas d’identité clairement identifiée. De plus, ce récit a intégré d’autres récits provenant du Livre de la Genèse, du livre d’Esther et d’une légende juive originellement séparée de l’histoire de Moussa. Ces « confusions » semblent provenir d’une volonté rédactionnelle, meta-historique transformant l’histoire en mythe. Ainsi, cette sourate s’insère dans le genre des homélies exégétiques.
Il est possible de retracer l’origine de certains éléments coraniques (chez Flavius Josèphe, par exemple). De ces intertextualités, il est possible de conclure que la  source principale de cette sourate est syriaque et qu’elle a un rapport avec l’Éthiopie.
La reprise aux versets 29-32 d’éléments de la sourate précédente permet de supposer l’existence d’un brouillon commun ayant servi pour deux buts, politiques ou religieux, différents. Cette piste est appuyée par les références aux alides dans cette sourate. Il n’est pas impossible que la sourate n’ait pas été mise au point sous le califat de Ali, avant de subir d’autres altérations sous Abd al-Malik lors de la rédaction définitive du Coran.

Texte de la sourate (Coran datant de 1874)
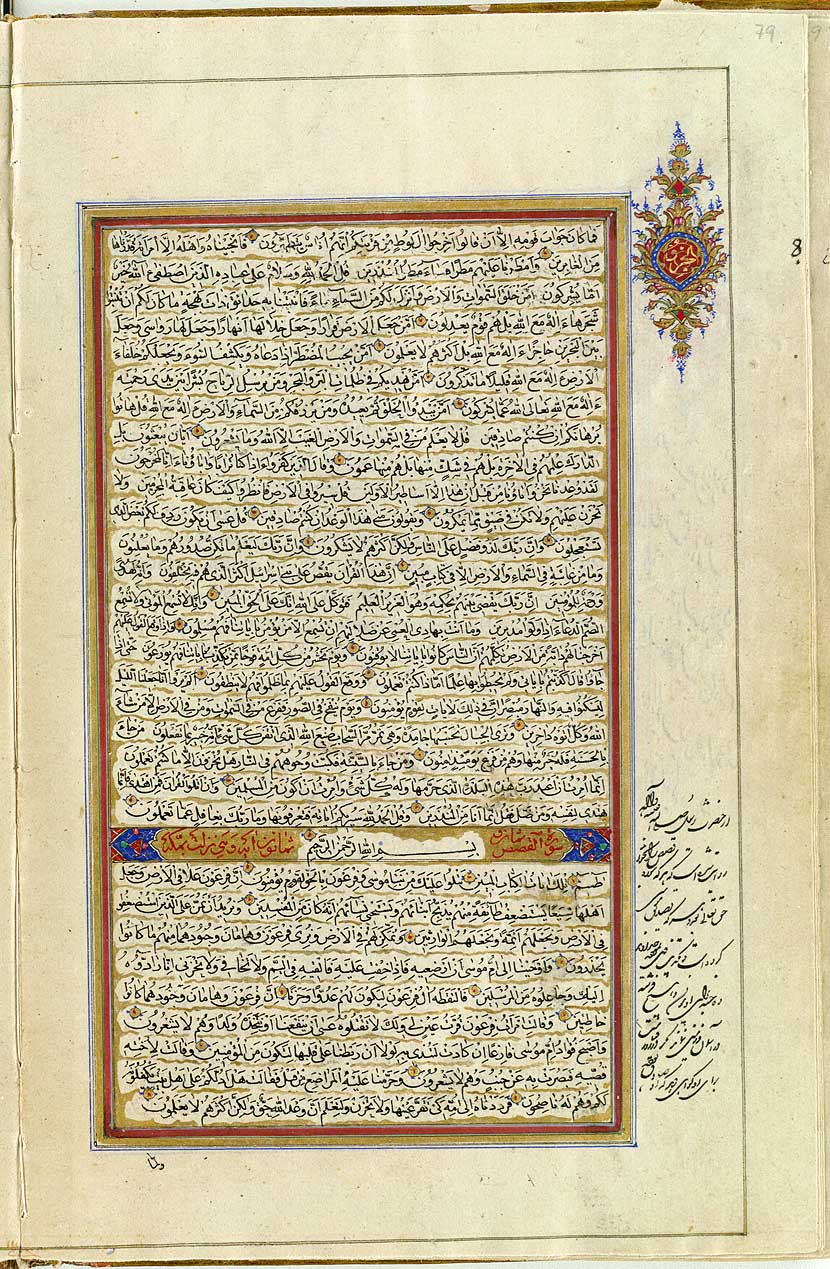
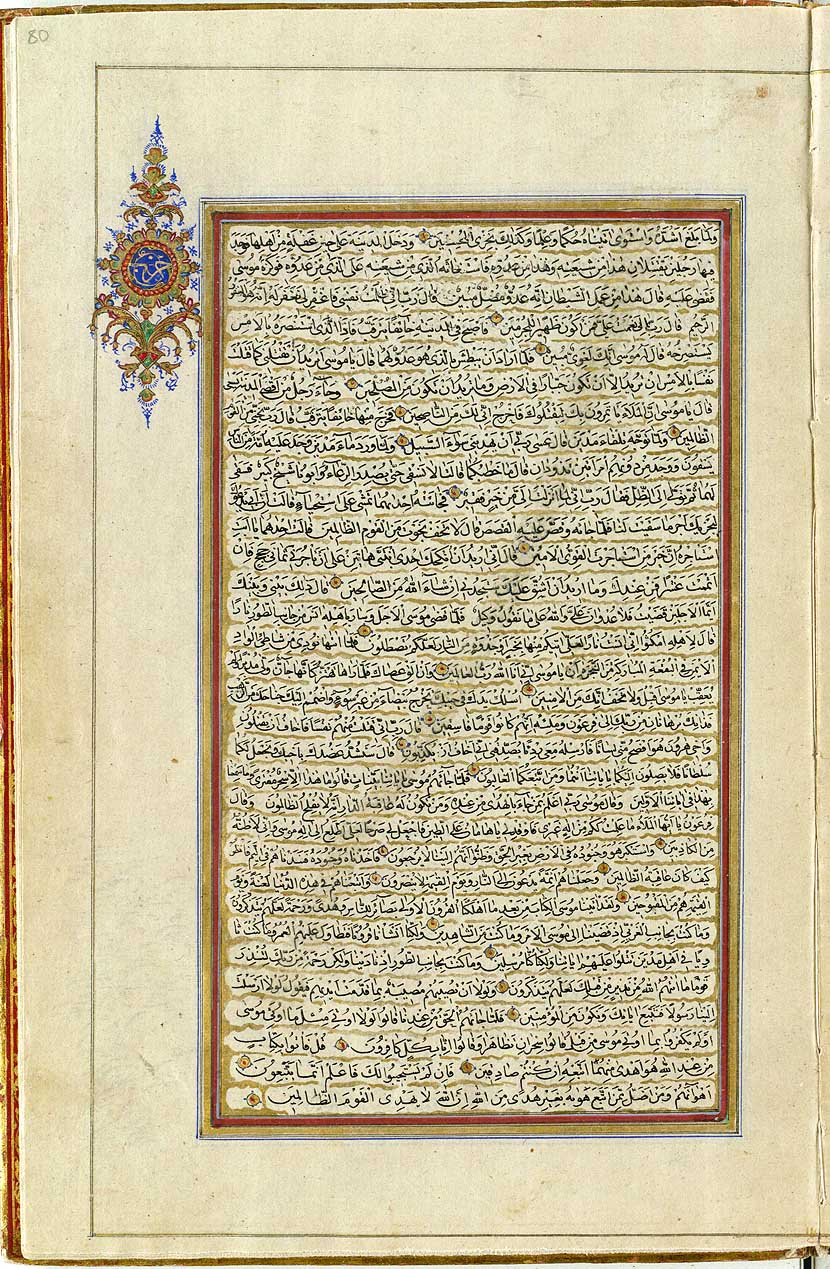
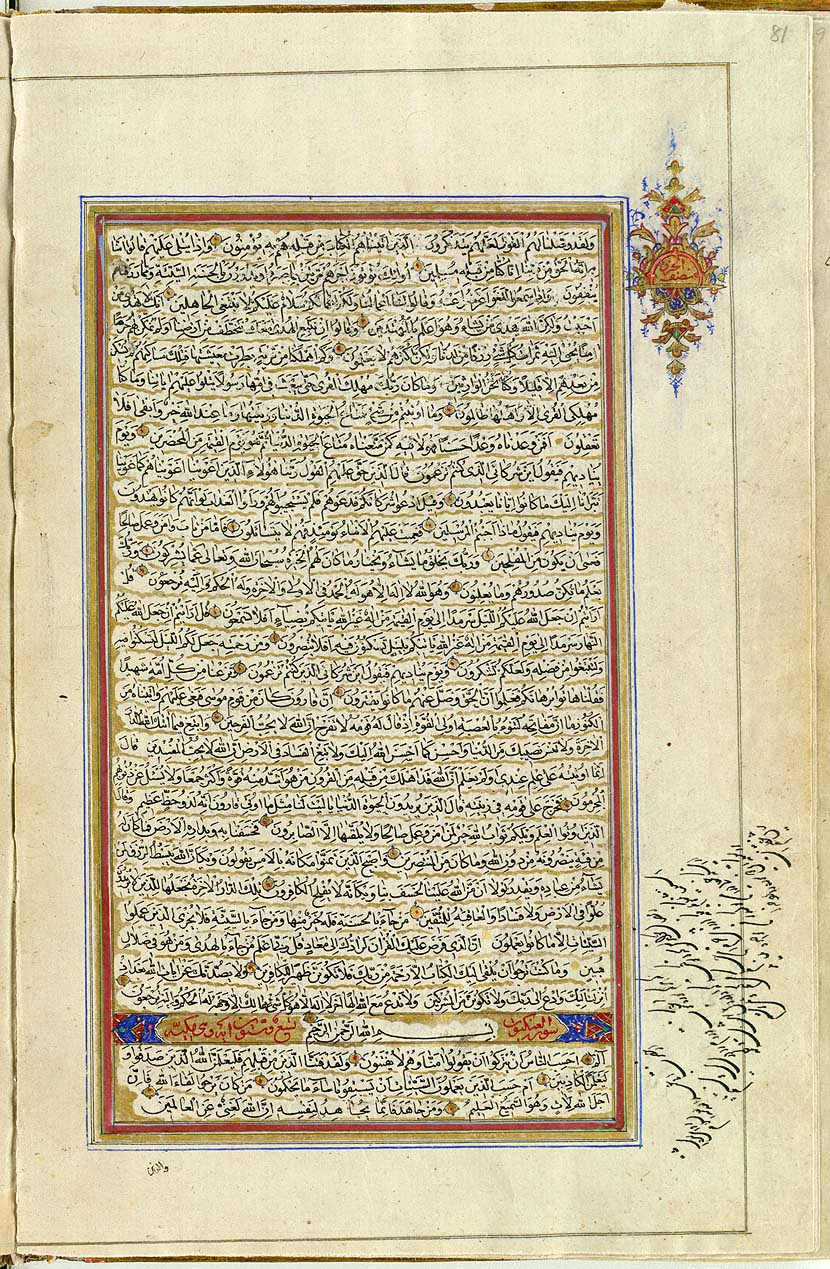